# Rambo (äppelsort)

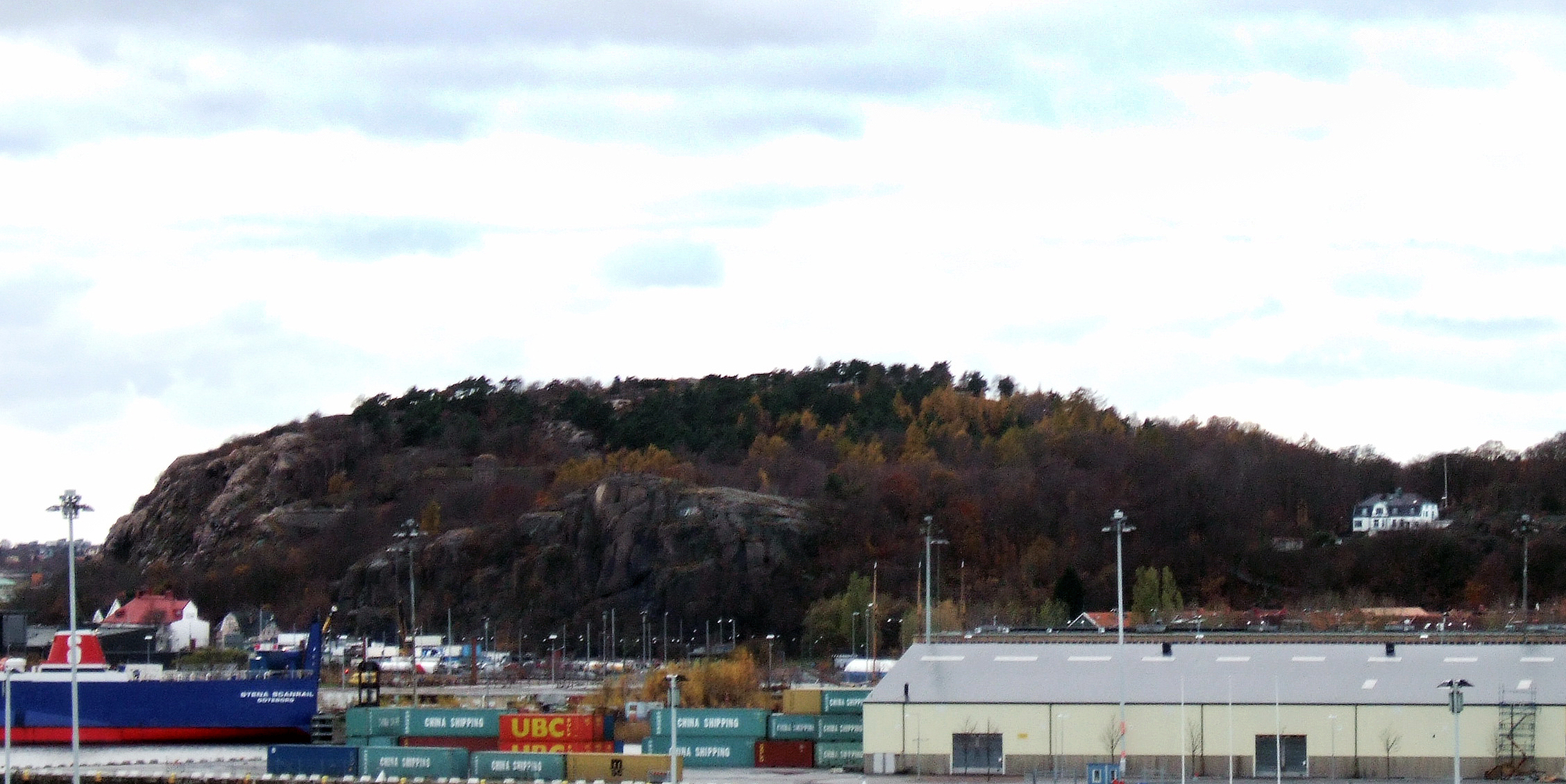
Ramberget, med koppling till äppelsorten Rambo.

Rambo är en grön-gul äppelsort med röda strimmor. Äpplet togs till Nordamerika av Peter Gunnarsson Ramberg (senare Rambo) (som tog namnet Ramberg efter Ramberget), en av de första bosättarna i Nya Sverige. Äpplet och gården där det växte, har beskrivits utförligt av Linnes apostel, botanikern Pehr Kalm, som lärde känna Rambergs sonson Peter Rambo under sin amerikavistelse 1747–1751.
Efter att ha försvunnit i Sverige återintroducerades äppelsorten i Sverige under 2000-talets början på initiativ av Swedish Colonial Society i USA och dess ordförande 2001, Herbert Rambo.
Ett ramboäpple gav författaren David Morrell inspiration till namnet på huvudpersonen, John Rambo, i romanen First Blood. Böckerna gav senare upphov till Rambo-filmerna med Sylvester Stallone.